# Castello di Muro Lucano
Das Castello di Muro Lucano ist eine Höhenburg in der Gemeinde Muro Lucano in der italienischen Region Basilikata, Provinz Potenza.

## Geschichte
Eine erste langobardische Festung wurde in der zweiten Hälfte des 9. Jahrhunderts mit dem Ziel der Beherrschung der Nordgrenze des Herzogtums Salerno (Langobardia minor) errichtet.
Die primitive Siedlung Muro Lucano liegt auf einem steilen Grat unterhalb der Burg und ist mit dieser über einen gewundenen und schmalen Weg verbunden. Die primitive Siedlung, Il Pianello genannt, ist noch sichtbar und bewohnt.
1269 wurde Pietro di Hugot von König Karl I. von Neapel zum Herrn von Muro ernannt. 1382 fand dort der Mord an der Königin Johanna I. von Neapel auf Befehl von Karl von Durazzo statt. 1427 wurde die Burg unter König Ferdinand I. von Aragón einem gewissen Troiano di San Magno zugesprochen. Die wieder in die Güter der Kurie aufgenommene Burg wurde vom selben König zusammen mit der Siedlung Muro für 5000 Dukaten an den Grafen Mazzeo Ferrilli verkauft. Erst 1483 wurde Muro mit Erlaubnis von Alfons I., König beider Sizilien, Grafschaft. Erster Graf war der reiche neapolitanische Patrizier Mazzeo Ferrilli. Ferrilli ließ mit grundlegenden Umbauarbeiten an der alten Burg beginnen, indem er zwei Türme und eine Zugbrücke anbauen ließ. Die Enkelin von Mazzeo Ferrilli namens Beatrice wurde Ferdinando Orsini, Graf von Gravina, zur Frau gegeben und mit diesem begann die lange Lehensherrschaft der Orsinis, die erst 1806 endete, als die Feudalherrschaft abgeschafft wurde.
Das Erdbeben von 1694 beschädigte die Burg schwer und zwang die Orsinis dazu, wichtige Erhaltungs- und strukturelle Änderungsarbeiten vornehmen zu lassen. 1830 wurde die Burg schließlich von Bernualdo III. an Fancesco Domenico Lordi verkauft. Beim Erdbeben von 1980 wurde die Burg erneut beschädigt. In den 1980er- und 1990er-Jahren wurde die Burg mit der Restaurierung der Mauern, der Innenräume, der Stallungen und des hochmittelalterlichen Teils repariert.
Die Concattedrale di San Nicola in Muro Lucano wurde 1169 eingeweiht und liegt neben der Burg, sozusagen physisch verbunden. Der einfache Baukörper ist heute größtenteils von dem jetzigen aus dem 17. Jahrhundert verdeckt.

## Beschreibung

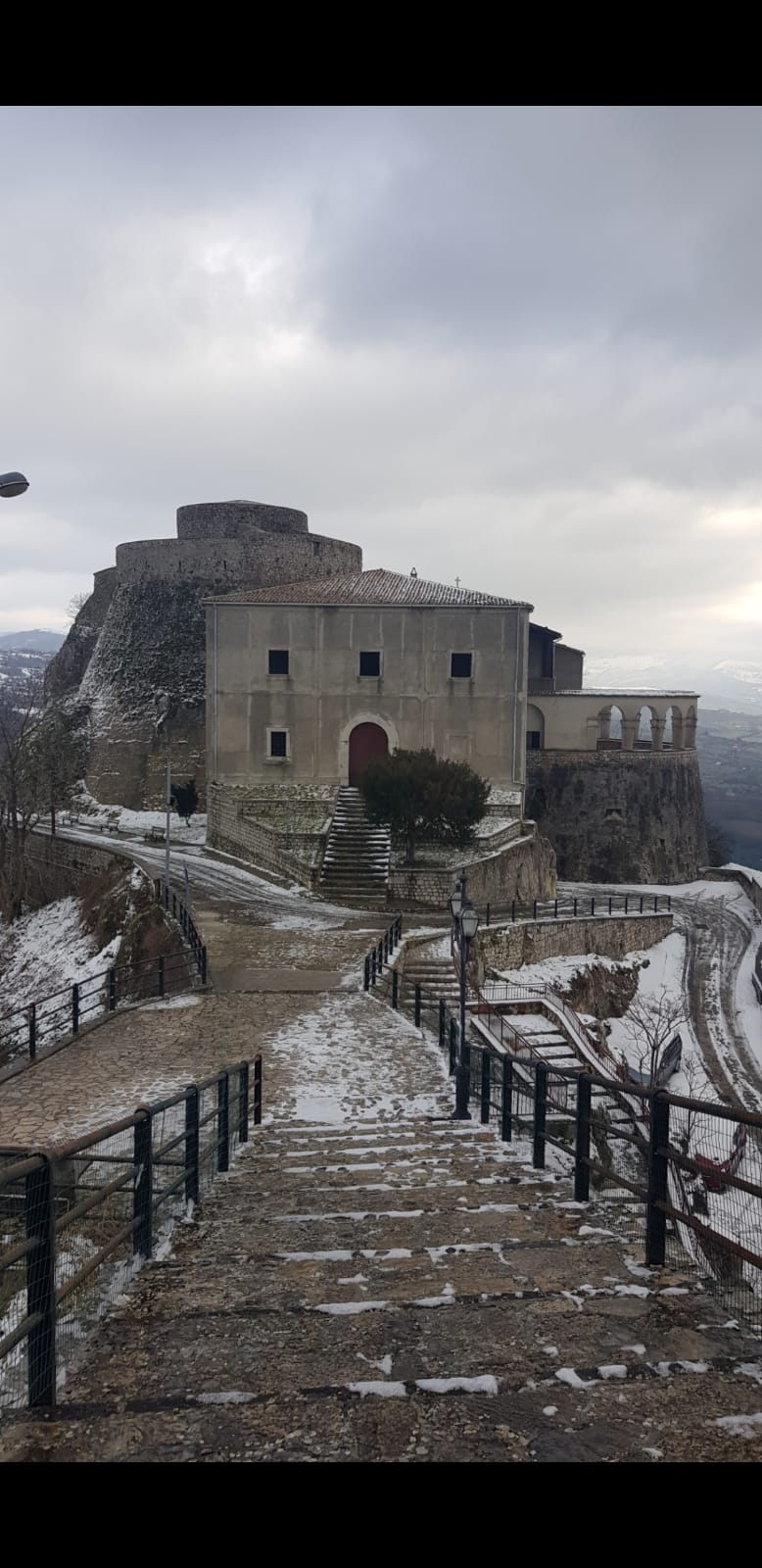
Blick auf den Eingang zur Burg

Die Burg liegt im hohen Teil des Dorfes und war Wohnstatt für Burgherren und Barone. Für die verschiedenen Herrscher, die dort wohnten, war sie ein Jagdschloss. Heute hat sie wegen der vielen späteren Umbauten über die Zeit nicht mehr ihr ursprüngliches Aussehen. Die ersten Umbauten ließ die Herzöge Orsini (die Lehensherren von Muro Lucano) 1694 im Rahmen der Restaurierung nach den Erdbebenschäden durchführen.
Heute zeigt sie sich als imponierende Anlage, aus der sich zwei Türme unterschiedlichen Alters erheben. Der Turm, der sich nach Süden dreht, „Torrione“ genannt, ist der ältere. Er besteht aus großen Kalksteinblöcken, erhebt sich bis ins erste Obergeschoss und ist mit einer Dachterrasse versehen. Moderner ist der Nordturm, der mit seiner runden Form den gesamten Wohnbereich dominiert. Er ist aus Bögen geformt, die seinem Umfang folgen und erhebt sich mit seiner enormen Masse bis auf 8 Meter Höhe. Die gesamte Burg hat eine unregelmäßige Form, die durch den Fels, auf dem sie errichtet ist, vorgegeben ist. Der obere Innenhof hat jedoch eine regelmäßige Form. Der gesamte Grundriss zeigt sich als Rechteck, das von verschiedenen Toren umgeben ist, die zu Räumen führen, die einst Teil der Wohnräume waren.